# Marko Simonovski
Marko Simonovski (* 2. Januar 1992 in Skopje) ist ein mazedonischer Fußballspieler.

## Verein
Marko Simonovski kommt aus der Jugend von Vardar Skopje und begann seine Profikarriere 2010 beim FK Metalurg Skopje und gewann dort ein Jahr später den nationalen Pokal. 2012 spielte er leihweise für den FK Napredok Kičevo. Nach vier Spielzeiten in seiner Heimat wurde er 2014 vom Amkar Perm aus Russland verpflichtet. 2015 entschied er sich zu einem Wechsel nach Kroatien zum RNK Split. 2016 wurde Simonovski vom kasachischen Erstligisten Schetissu Taldyqorghan unter Vertrag genommen. Im Sommer 2016 wechselte er innerhalb der kasachischen Premjer-Liga zu Schachtjor Qaraghandy. Dann folgte die Saison 2017 beim finnischen FC Lahti und zweieinhalb Jahre in Rumänien bei Sepsi OSK Sfântu Gheorghe sowie dem FC Voluntari. Dann folgte der Wechsel zum kosovarischen Erstligisten KF Feronikeli und seit 2021 steht er beim Ligarivalen KF Drita unter Vertrag.

## Nationalmannschaft
Von 2012 bis 2014 bestritt Simonovski drei Freundschaftsspiele für die mazedonische A-Nationalmannschaft.

## Erfolge
- Mazedonischer Pokalsieger: 2011